# 甲斐修一郎
甲斐 修一郎（かい しゅういちろう、1910年10月5日 - 1987年12月27日）は、日本の経営者。兵庫県出身。

## 経歴
1929年に市岡商業高等学校を卒業し、同年に富田商会(のちのセンコー)に入社。
1946年7月に取締役に就任し、1957年3月に常務、1961年8月に専務を経て、1966年11月には社長に就任。1976年6月には相談役に就任。
1984年4月に勲四等瑞宝章を受章。
1987年12月27日肺炎のために死去。77歳没。